# Personaggi di Nippur di Lagash
Elenco dei personaggi della serie a fumetti Nippur di Lagash.

## Famiglia
Padre di Nippur (nome sconosciuto): generale di Lagash al servizio di re Urukagina. Originario della città di Nippur. Per nostalgia chiama il figlio con il nome dell'antica patria.
Madre di Nippur (nome sconosciuto): proveniva dalle terre a nord delle città di Lagash e Nippur. Era molto protettiva con il suo unico figlio, ma muore quando Nippur è ancora adolescente.
Hiras: Primogenito di Nippur e figlio di Karien, la regina amazzone. Dalla madre eredita la bravura nell'uso dell'arco e i capelli, per cui viene chiamato Hiras, il rosso. Possiede strani poteri che gli permettono di parlare e comandare gli animali. Ha un carattere ribelle ed è molto superbo. Non vuole far notare i suoi sentimenti ma ama profondamente i genitori e la sorellastra Oona.
Oona: Figlia del guercio e della Signora delle Profondità. Eredita il "terzo occhio", e gli stessi poteri, della madre. Nella serie Nippur di Lagash appare solo in fasce, mentre in quella di Hiras, figlio di Nippur la vediamo già adolescente ed incontra per la prima volta il fratellastro e il padre. Dopo la morte della madre diventa regina delle amazzoni del mondo sotterraneo. Nella serie di Nippur le viene dato il nomignolo de "l'ultima", in riferimento al fatto di essere la più giovane con il "terzo occhio".

## Fidanzate
Nofretamon: principessa d'Egitto e primo grande amore di Nippur. L'errante, per lei, sconfigge il poderoso esercito ittita e salva le terre del Nilo. Muore tra le braccia dell'amato alla fine della guerra.
Karien: regina delle Amazzoni dalla chioma di fuoco. Il secondo grande amore di Nippur e madre di Hiras. Ha una mira infallibile con l'arco e freccia ed è una superba guerriera.
La Signora delle Profondità (nome sconosciuto): regina delle amazzoni che vivono nella città sotterranea e madre di Oona. Possiede il "terzo occhio", simbolo della sua razza che le conferisce grandi poteri mentali. Nippur è costretto da lei a metterla incinta. Dimostra di avere dei sentimenti per il re di Lagash quando lo lascia fuggire dal suo regno e, successivamente, diventa sua alleata per combattere Laramar. Muore nella serie di Hiras.
Nella serie Nippur di Lagash è conosciuta come "l'ultima" e, successivamente, "la madre", dopo aver partorito Oona.

## Amici
Gilgamesh, l’immortale: Re della città sumerica di Uruk, che salva la vita ad un marziano e questi gli dona l'immortalità. 
Gilgamesh considera Nippur il suo unico amico, perché questi non invidia o teme la sua diversità. I due personaggi hanno condiviso molte avventure insieme, in entrambe le serie.
Re Urukagina: Patesi di Lagash. Sotto il suo regno sono generali dell'esercito prima il padre e poi Nippur. È ucciso da Sumur durante l'attacco, a tradimento, di Lugal-Zaggisi alla sua città.
Ur-el: Il gigante soprannominato l'uomo dalla grande forza. È il miglior amico di Nippur e lo affianca durante le sue prime avventure, finché non si sposa con Merielem, diventando re della città di Merem. Per disgrazia, Ur-el perderà moglie e figlio e questo tragico evento trasformerà l'uomo nello spettro del leggendario colosso che era in gioventù.
Ur-el corre in aiuto dell'amico in, quasi, tutte le grandi saghe dell'amico e muore nella battaglia decisiva per la liberazione di Lagash salvando la vita a Nippur, come predetto da un oracolo.
Nell'arco degli anni la famosa “predizione” è stata cambiata da Robin Wood per dare più pathos alla storia. Nel nono episodio, a Ur-el viene semplicemente vaticinato che morirà giovane; ma poi sarà rielaborata dal creatore della serie nella famosa versione conosciuta da tutti, dove morirà al suo ritorno a Lagash.
Kafilas: Capo del gruppo di guerrieri africani che seguono Nippur dopo che abbandona l'Egitto. Esperto guerriero che sacrifica la propria vita per salvare l'errante dalla lancia di un barbaro.
Hattusil: Il gobbo guerriero ittita. A causa della sua deformazione e le tradizioni del suo sanguinario popolo, doveva essere sacrificato appena nato; ma fu salvato dalla madre, una donna egiziana, che scappò da Hatti per portarlo in salvo. È riconosciuto come il miglior guerriero della sua epoca, persino dal suo amico Nippur. All'inizio è un uomo pieno di furia e di odio contro il mondo intero per la sua deformità, ma grazie all'amore di Inim e l'amicizia di Nippur riesce a placare la sua furia e diventa un uomo giusto e onesto. È il padrino di Hiras.
Inim: Moglie di Hattusil. Nella sua prima apparizione doveva essere uccisa dal gobbo ittita per ordine della matrigna, che voleva ereditare al fortuna della ragazza; ma alla fine dell'episodio i due s'innamorano e si sposano, avendo in futuro dozzine di figli. È una donna pratica e paziente, che ride di quei due bambinoni che sono il marito e l'amico che parlano solo di spade e battaglie. Fa da matrigna a Hiras quando l’errante parte per le sue avventure e il suo dolore più grande è la morte del figlio Nippur.
Nippur: Primogenito di Hattusil e Inim, che deve il suo nome all'amico di famiglia. Da bambino affianca il padre in alcune avventure e da adulto parte in Egitto insieme a lui. Vuole essere meritevole del suo lignaggio di guerriero e del nome che porta e per questo affronta da solo il terribile Raphat, ma muore nel duello con il nemico.
Inamin: Altro figlio della coppia. Si dice che assomigli in modo straordinario al defunto fratello e come lui parte in guerra con il padre, ma con miglior sorte. Si unisce a Nippur e Hattusil contro Laramar e diventa grande amico di Hiras; e durante la guerra salverà la vita a tutti e tre. Possiede una strana arma formata da catene e sfere metalliche.

## Avversari
Lugal-Zaggisi: La nemesi di Nippur. Re di Umma e primo grande conquistatore della Mesopotamia. È l'antitesi del protagonista; LZ è grasso, bugiardo, codardo e corrotto. Inoltre, è un burattinaio che resta sempre dietro le quinte, non lotta mai in prima persona, e paga mercenari per affrontare i suoi nemici. Conquista Lagash, condannando Nippur all'esilio e mettendo una taglia sulla sua testa. Per colpa sua muore Ur-el e Nippur, distrutto dal dolore, lo consegna al popolo che si vendica per gli anni di schiavitù.
Sumur: Grande sacerdote di Lagash. In gioventù, Nippur è stato suo allievo al tempio, ma si sono sempre odiati mutuamente. Uomo corrotto e ambizioso, complotta con Luggal-Zaggizzi e tradisce la sua città. Durante l'attacco, uccide il re Urukagina ma viene a sua volta ucciso da Nippur.
Il Cercatore (nome sconosciuto): Assassino a pagamento che compare nel periodo finale della serie, per creare un nuovo antagonista per Nippur.

## Precettori
L'anziano (nome sconosciuto): Precettore di Nippur durante la sua adolescenza. Uomo che educa solo principi e nobili e che, con sorpresa dei genitori, convoca anche Nippur sulle sue montagne. Ha una nipote che diventa il primo amore di Nippur. La ragazza è violentata e uccisa da un gruppo di briganti e Nippur li uccide per vendicarla, perdendo così l'innocenza dopo aver ucciso il suo primo uomo. L'anziano è il primo a notare che nel ragazzo c'è qualcosa di diverso da tutti gli altri e che il suo nome sarà leggenda. Il giorno dopo che Nippur abbandona la sua scuola è trovato morto dagli altri studenti.
Janmas: Sommo sacerdote nella regione dove abita Hattusil e maestro di Hiras nel tempio.
Athon: Maestro d'armi di Hattusil e uomo dalla bellezza sfolgorante. Obbliga al gobbo allievo a specchiarsi nelle fontane per poterlo umiliare. Impazzisce quando i suoi figli nascono deformi come Hattusil, ed è ucciso da Nippur dopo che ha sterminato i villaggi della sua regione. L'incontro tra Nippur e Hattusil avviene dopo questi avvenimenti. L'ittita, dopo essere stato in molte guerre e per zittire la sua voce che ancora lo umiliava nei suoi sogni, lo cerca per ucciderlo. Saputo della sua morte, allora cerca Nippur per eliminare l'uomo che gli ha rubato la sua vendetta. Dopo uno scontro epico, senza vincitori ne vinti, nasce l'amicizia tra i due.

## Altri personaggi
Sargon: Re di Akkad e monarca più potente della Mesopotamia, una volta sconfitto Luggal-Zaggizzi. È il più ambiguo tra gli amici di Nippur. Nutre una grande amicizia per l’errante ma la sua ambizione e gli affari di stato lo portano in più occasioni quasi a scontrarsi in battaglia con l'uomo di Lagash, come nella guerra con Laramar, quando brinda il suo appoggio alla regina dei cavalcatori.
Senrusett: Faraone di Egitto e padre di Nofretamon e Akhenamon. Dopo che Nippur salva il suo regno da un colpo di stato, l'anziano monarca non esita ad esiliarlo anche da Tebe per allontanarlo dalla figlia, destinata a sposare un nobile e non un guerriero senza patria.
Ram: Arciere di colore dalla mira infallibile. Si considera un mercenario senza scrupoli, ma grazie a Nippur salva la vita di due innamorati perseguitati dal patrigno della ragazza. Successivamente, insieme ad altri due esperti killer, deve uccidere Nippur per ordine di Lugal-Zaggisi. Quando sta per scoccare la freccia che ucciderà l'errante si ferma all'ultimo momento, non potendo uccidere quello che forse è il suo unico amico. Muore per mano di uno dei suoi complici.
Aneleh: Regina della città sumerica di Arar. Donna bellissima, ma fredda e manipolatrice. Prima di ottenere il trono, grazie all'aiuto di Nippur, lotta per la libertà del popolo; ma una volta al potere diventa una tiranna come il suo predecessore. In alcune occasioni aiuta il guercio e in altre lo sfrutta per i suoi scopi. Si unisce a Raphat per conquistare Egitto. Muore in battaglia contro Nippur e Ramses, dopo aver sconfitto Karien in battaglia.
Oiram: Braccio armato di Aneleh e suo fedelissimo servo.
Spada: Uno dei pochi superstiti degli Uomini di Fuoco e l'unico spadaccino che può tenere testa a Hattusil. È un uomo onesto e giusto, ma allo stesso tempo innamorato della guerra e dei duelli con la spada. Si crea uno strano rapporto tra lui e il gobbo ittita; entrambi sanno che dovranno uccidere l'altro, ma allo stesso tempo si allenano insieme, imparando a vicenda.
Il re di Spada, prima giura fedeltà a Nippur e Sargon, ma poi ordina allo spadaccino di uccidere l'incorruttibile. Durante il duello con Nippur, interviene Hattusil, che lo uccide in un duello all'ultimo sangue.

## Personaggi divisi per saghe

### L'invasione degli ittiti
Amici
Akhenamon (adolescente): Fratello minore di Nofretamon. Il suo nome significa figlio di Amon. È un giovane allegro e coraggioso. Ammira Nippur e diventa suo pupillo. Il personaggio cambierà, in peggio, durante la serie come si vedrà nella saga di Ramses
Uomini di Fuoco: Setta di monaci-guerrieri. Aiutano Nippur durante la guerra in Egitto contro gli ittiti, perché considerano l'incorruttibile un uomo puro come loro. In futuro, saranno massacrati (a tradimento) da Akhenamon. Il viscido faraone, calpestando il debito che lui ed il suo regno hanno con gli Uomini di Fuoco, li stermina per timore del loro potere e per le costanti negative a sottostare al suo potere.
Avversari
Ittiti: Popolo guerriero dedito alla guerra, nello stile degli spartani. Vogliono conquistare l'Egitto, ma vengono sconfitti da Nippur. Dopo la disfatta, l'intera nazione giura vendetta contro l'errante. Addirittura, un guerriero racconta all’incorruttibile che le madri ittite dicono ai figli disobbedienti “Dormi o chiamerò Nippur”, rappresentandolo come l’uomo nero. Nel corso della serie molte volte il protagonista si troverà ad affrontare gli ittiti.
Hinnanas: Sommo sacerdote d'Egitto che trama alle spalle di Nippur per mantenere la sua posizione privilegiata. Manda Inermes, il mercenario, ad uccidere l'errante quando la regina Nofretamon dona all'amante pieni poteri in Egitto. Tradisce anche Inermes, volendo eliminare tutti i suoi nemici in una volta, ma è ucciso dal moribondo mercenario.
Inermes: Mercenario cretese al servizio di Hinnanas, il sommo sacerdote egiziano. È incaricato di eliminare Nippur, ma è tradito a sua volta e ferito mortalmente. Libera l'errante e uccide Hinnanas prima di morire.
Altri personaggi
Mercenari d'Egitto
Gruppo commando guidato da Nippur per rubare l'oro ittita e lasciare in bancarotta il nemico. Il gruppo è formato da:
- Ninarim, detto "la spada" e l'unico con cui Nippur fa amicizia.
- Dardas, infallibile arciere di colore.
- La "Torcia" (nome sconosciuto), esperto piromane.
- Kinaminas, detto l'uomo senza ossa, un gigante dall'incredibile agilità.
- Taxos, l'astuto.
- Runas, un gigante dalla forza colossale.
- Numar, infallibile con la fionda.

Fanno parte anche del gruppo Akhenamon e Oras, un Uomo di Fuoco.
La missione è un successo, ma muoiono tutti i mercenari e Oras; salvandosi i soli Nippur e Akhenamon.

### La ricerca di Teseo
Amici
Teseo: Re di Atene e uccisore del Minotauro. Il suo migliore amico è Piritoos. Conosce Nippur e Ur-el nel secondo episodio della serie e nel terzo, grazie al loro aiuto, uccide il Minotauro (nella serie è un sacerdote con una maschera a forma di toro). Si sposa con Ippolita, regina delle amazzoni, e insieme hanno un figlio di nome Ippolito. Morta la moglie si risposerà con Fedra, principessa di Creta, con cui avrà un altro figlio di nome Akamas. Morti anche Fedra e Ippolito, parte senza meta fissa e nessuno ha più notizie. Viene trovato da Nippur e gli altri e riconquista il trono in duello con Menesteo. È un personaggio tragico come qualsiasi eroe greco che si rispetti.
Ippolita: Regina delle amazzoni e madre di Ippolito. Abbandona la sua tribù per seguire Teseo, che l'ha sconfitta in duello, ma anche per amore. Muore durante l'attacco delle sue ex-compagne ad Atene, che si sono unite con i barbari per punire il suo tradimento.
Ippolito: Figlio primogenito di Teseo e di Ippolita. La sua matrigna Fedra s'innamora di lui ma, restando fedele al padre, la respinge. La donna racconta menzogne sul ragazzo accusandolo di incestuoso. Teseo non crede alla sua innocenza e lo maledice. Muore, lo stesso giorno, in un incidente con il suo carro e viene riportato a palazzo da Nippur. Il re ateniese crolla sul suo trono, dopo che ha saputo la verità, nel vedere il cadavere dell'amato figlio.
Fedra: Principessa di Creta, seconda moglie di Teseo e madre di Akamas. S'innamora del figliastro Ippolito, ma viene respinta dal giovane. Per vendetta lo accusa di volerla violentare. Il rimorso che prova è così grande che rivela la verità al marito e muore nello stesso momento che scopre la morte dell'amato ragazzo.
Akamas: Figlio di Teseo e Fedra e fratellastro minore di Ippolito. Preoccupato per la sparizione del padre e per il colpo di stato che Menesteo prepara, chiama in suo aiuto Nippur.
Piritoos: Re dei lapiti e amico di Teseo, Nippur e Ur-el. È un giovane amato dalle donne e dal carattere sempre scherzoso. Si unisce alla spedizione che cerca il suo amico, ma muore prima di poter rivedere Teseo. È ucciso dal mostro che protegge l'entrata al mondo degli inferi.
Pylenor: Giovane a patriota ateniese al servizio di Menesteo. Si unisce al gruppo di Nippur per uccidere Teseo. Nippur intuisce le sue intenzioni, ma sente che il ragazzo non è malvagio. Ritrovano Teseo, con stupore vede che è diventato un semplice contadino per la morte dei suoi cari e il peso della corona lo hanno quasi spezzato in due. Il giovane Pylenor comprende le ragioni del suo re e si getta in ginocchio davanti a lui, confessandogli d'essere un assassino inviato da Menesteo. Teseo apprezza e lo prende sotto la sua guida.
Avversari
Menesteo: Nobile ateniese che vuole approfittare dell'assenza di Teseo per arrivare al trono. È follemente innamorato della sua città e vuole riempirla di templi e dedicarla alla cultura. Muore in duello contro Teseo, riportato in patria  da Nippur.

### L'occhio di Nippur
Donne
Laris: Sorella maggiore di Mohar e cieca dalla nascita. S'innamorano con Nippur, ma il brigante Gabarim la pretende per sé. Quando Nippur e il bandito s'affrontano la prima volta, l'errante sta per uccidere l'avversario ma lei, dall'animo nobile e gentile, lo frena. Successivamente, è rapita (e forse violentata) dallo stesso Gabarim.
Amici
Mohar: Fratello minore di Laris. Ammira Nippur e lo segue ovunque. È molto abile con l'arco e uccide Gabarim, dopo che ha ferito Nippur. Farà da balia all'impazzito e codardo maestro, ma muore sbranato dai lupi quando vuole uccidere il grande lupo bianco che guida il branco e minaccia i villaggi.
Sefanarim: Un monaco dall'aspetto orribile, ma buono di cuore. Cura Nippur quando la sua ferita all'occhio s'infetta e gli cuce la prima benda del guercio. È ucciso dai sacerdoti corrotti, per paura di essere denunciati.
Avversari
Gabarim: È il brigante che uccide Laris e ferisce Nippur all'occhio sinistro. A sua volta, è ucciso da Mohar.
Il lupo bianco: Questo animale guida il suo branco di lupi, quasi fosse un uomo, distruggendo tutti i villaggi della regione e uccidendo i contadini e soldati che vogliono fermarlo. La gente, disperata, chiede aiuto a Nippur, conoscendo la sua fama di guerriero, ma l'errante li scaccia via. Mohar decide di uccidere il lupo, ma questi evita la freccia e viene mangiato dagli altri animali. Saputo della morte del giovane amico, Nippur riprende il suo coraggio e stermina quasi tutto il branco e affronta da solo il terribile lupo bianco, decapitandolo nell'assalto finale.
Ucciso il lupo/demone interno, Nippur riprende ad essere il solito indomito guerriero.
Altri personaggi
Arar, l'ittita: Il possente ittita dall'ascia bipenne. Cerca Nippur per ucciderlo e accrescere la propria fama di guerriero. Affronta quel che resta dellerrante, ma non lo uccide perché la sua sarebbe una vittoria senza onore. In un altro episodio, sarà salvato e lotterà al fianco di Nippur, e tra i due nascerà un gran rispetto tra guerrieri.

### Ramses
Amici
Ramses: Giovane generale egiziano, di nome Rajhotep, che viene incoronato Faraone di Egitto da Nippur e prende il nome di Ramses, dopo la morte del traditore Akhenamon. Sotto la sua lucida guida, le sue truppe sconfiggono Raphat, l'invasore. È segretamente innamorato di Mehemet, ma i due non si dichiarano mai.
Avversari
Akhenamon (adulto): Il giovane allegro e coraggioso discepolo di Nippur è diventato un tiranno crudele e corrotto dalla sete di potere. Il tradimento e il complotto sono le sue armi preferite, come quando stermina gli Uomini di Fuoco, a cui deve la sua corona. Durante la 2ª Guerra di Egitto chiama Nippur per salvare il suo regno e manda Mehemet al servizio dellerrante per seguire le sue mosse. Con il passare del tempo, tutti seguono Nippur e lui diventa un governante fantoccio. Accecato dalla vendetta, si riunisce in segreto con Raphat per complottare contro i suoi stessi alleati, ma trova la morte per mano dell'invasore che lo considera inutile per i suoi piani.
Raphat: Ambizioso re che vuole conquistare Egitto. Uccide in battaglia Nippur, il figlio di Hattusil, e poi anche la bella Mehemet e il faraone Akhenamon. Di quest'ultima morte si pente amaramente, perché l'incompetente faraone è sostituito dal geniale e coraggioso Ramses. Viene sconfitto grazie al sacrificio della bella Mehemet, che lo conduce in trappola. Durante la fuga è raggiunto da Nippur e Hattusil, ma viene ucciso da un'amazzone per ordine di Karien, che è rimasta incinta e vuole proteggere il suo uomo.
Altri personaggi
Mehemet: Cortigiana e spia di Akhenamon. Il faraone la manda al servizio di Nippur, approfittando della sua somiglianza con la defunta Nofretamon, per sedurlo, sorvegliarlo e, in caso, ucciderlo.
Lei e Rajhotep/Ramsès sono innamorati, ma i due non si confessano mai i loro sentimenti. Tradisce Akhenamon e si unisce a Nippur e i suoi, ma Karien non si fida di lei. Attira Raphat in trappola, dove viene sconfitto, ma a costo della propria vita.

### I fratelli tatuati
Amici
Hekarios: Medico di corte, amico e consigliere del re di Keros. Dopo la sconfitta per mano del Re Cieco, fugge con i tre figli del monarca. Per evitare che siano assassinati, li invia in tre direzioni diverse e fa loro un tatuaggio in fronte per riconoscerli. Ormai anziano, cerca di ritrovare i bambini, ma è fermato dalle orde del suo nemico. Salvato da Nippur, guarisce Hiras dal morso di una vipera e per ripagarlo Nippur lo accompagna nella sua missione sacra. Muore di vecchiaia, prima di poter ritrovare i ragazzi e lascia da solo Nippur nell'ardua impresa.
Anara: La prima ad essere trovata da Nippur. È una guerriera, ma anche una bella donna che ha sofferto le peggiori umiliazioni quando era una schiava e, per questo, odia tutti gli uomini. Sembra non provare mai emozioni.
Miranos: L'unico maschio dei tre fratelli e, per tanto, quello che ha diritto ad impugnare l'ascia d'oro, simbolo dei governanti dell'isola. Nella battaglia finale, sconfigge il tremendo l'erculeo Henke e ritrova il Re Cieco morto sul trono. È incoronato re di Keros. Quando Nippur e Anara lo trovano, è stato rinchiuso in un fosso per anni dove è quasi impazzito.
Mara: Sorella gemella di Anara. Possiede strani poteri con i quali può comunicare con gli dei. È una delle mogli di Lugal-Zaggisi e Nippur è fatto prigioniero dalle guardie di Umma, dopo che è entrato nella città per salvarla. Guida i fratelli e insieme liberano Nippur, ma impedisce al guercio di uccidere la sua nemesi per ordine degli dei, dato che il momento della loro sfida mortale non è ancora arrivato. Nippur lascia in vita il suo nemico ma prima di abbandonare il palazzo si prende "un piccolo anticipo" di vendetta pestando a sangue Lugal-Zaggisi e facendogli saltare parecchi denti.
Avversari
Il Re Cieco: Usurpatore del regno di Keros. Ha una corte di stregoni che lo circonda e vive in preda ad allucinazioni ed incubi. Muore sul trono prima che Miranos arrivi da lui.
Henke: Braccio destro del re Cieco. Muore nell'assalto finale dei ribelli in duello con Miranos.
Kyras: La felina donna dei coltelli e amante di Henke. Muore nella battaglia finale uccisa da una freccia.

### La guerra contro Laramar
Amici
Lamir: Generale e braccio destro di Nippur. È un uomo silenzioso e metodico. Non è amato dai soldati, ma tutti confidano in lui per le sue grandi doti di stratega. Quando Nippur abdica il trono, lo nomina suo successore e re di Lagash.
Mara: Amazzone di Karien che s'innamora e si sposa con Lamir. È ferita gravemente durante la battaglia finale, ma riesce a salvarsi. Resta al fianco del marito quando diventa re, ma la nostalgia per le sue compagne la spinge ad abbandonarlo e tornare alla sua vita sulle montagne delle amazzoni.
Avversari
Laramar: regina dei clan dei cavalcatori delle steppe. Vuole conquistare il regno di Karien e, per farlo, conta con l'appoggio di Sargon di Akkad. Penetra in incognito a Lagash, per sedurre Nippur (di cui è fortemente attratta) e in combattimento quasi uccide la regina amazzone, salvata da Hiras in extremis. Ad un certo punto, Sargon decide di restare neutrale nella guerra e lei da sola non può far nulla contro l'alleanza formata da Nippur, Karien e Hattusil. Alla fine scaglia un attacco disperato e suicida contro Lagash, dove viene definitivamente sconfitta. Il suo cadavere è ritrovato da Nippur nelle catacombe della città.
Altri personaggi
Assur: Vecchietto dall'aspetto innocuo, che in realtà è uno dei ladri più famosi di Lagash. Per evitare il carcere, stringe un patto con Nippur e insieme a Hiras, organizza i gruppi commando che danno filo da torcere ai guerrieri di Laramar.
El-Emer: Capo dei briganti che si uniscono alle truppe di Nippur contro Laramar. Il re promette loro l'amnistia e diventare cittadini di Lagash una volta finita la guerra.
Sira-Aris: L'uomo-donna. È un essere ermafrodita, con attributi maschili e femminili, con l'anima divisa per questa sua natura contorta. Per zittire i suoi demoni interni decide di uccidere sia Nippur che Laramar, che considera i migliori esempi di ogni sesso. Cattura Lamir e poi Nippur, ma è ucciso/a da Laramar.